# Austin Berry (calciatore 1988)
Gregory Austin Berry (Cincinnati, 6 ottobre 1988) è un ex calciatore statunitense, di ruolo difensore.

## Carriera

### Club

#### Chicago Fire
Fu scelto nel corso del primo giro (9º assoluto) dell'MLS SuperDraft 2012 dai Chicago Fire. Ha esordito in campionato contro il Chivas USA. Dopo aver concesso un rigore, ha segnato il suo primo gol in MLS due minuti dopo su una rimessa laterale nell'area del Chivas. Poco dopo è stato inserito nella squadra della settimana della MLS dopo la partita contro il Chivas ed è stato nominato Player of the Game nella sua seconda partita contro il Real Salt Lake. Durante la stagione 2012, colleziona 28 presenze e tre reti, vincendo anche l'MLS Rookie of the Year Award.
Giocò in totale 62 partite in campionato, segnando quasi un record per la MLS.

#### Philadelphia Union e FC Anyang
Poco prima dell'inizio della stagione 2014, è stato ceduto ai Philadelphia Union in cambio di soldi. Alla prima giornata viene schierato come difensore centrale, anche in quella successiva gioca nello stesso ruolo, anche se subisce un infortunio al tendine del ginocchio. A causa dell'infortunio, gioca solo 6 partite con i Union.
È stato ceduto in prestito ai sudcoreani all'FC Anyang prima dell'inizio della stagione 2015.

#### FC Cincinnati
Nel dicembre del 2015, è stato annunciato come uno dei primi undici acquisti dell'FC Cincinnati, in vista dell'edizione inaugurale nella stagione 2016. Durante la stagione indossa la fascia da capitano. Ha segnato un gol nella partita casalinga inaugurale del club, una vittoria per 2-1 sul Charlotte Independence. Il gol gli è valso una menzione d'onore nella squadra della settimana dell'USL. Il 29 aprile, ha subito un infortunio al quadricipite durante l'allenamento, che alla fine gli ha fatto saltare circa un terzo della stagione. La prestazione nella vittoria in trasferta per 1-0 contro i Pittsburgh Riverhounds gli è valso un posto nell'ultima squadra della settimana dell'USL della stagione 2016. Al termine della stagione, l'FC Cincinnati lo ha insignito del Cincinnatus Award per aver dimostrato "leadership eccezionale, servizio al grande bene, virtù civica, mancanza di ambizione personale e modestia".
Nel novembre del 2016, l'FC Cincinnati ha annunciato che era tra i 15 giocatori che avrebbero preso parte anche alla stagione 2017. È rimasto il capitano della squadra per tutta la stagione 2017. Il 4 marzo, ha subito una distorsione al gomito durante una partita di pre-campionato contro il Sacramento Republic. Doveva rimanere fuori per 2 o 3 settimane e saltare una o due di giornate del campionato. Tuttavia, si riprese rapidamente e giocò da titolare nella prima giornata di campionato contro i Charleston Battery. È rimasto un giocatore fondamentale per il Cincinnati durante la stagione 2017 e ha giocato 27 giornate su 29 in campionato. Ha anche giocato cinque partite nella Lamar Hunt U.S. Open Cup 2017 e ha segnato un gol contro i N.Y. Red Bulls nei quarti di finale.
Nel dicembre 2017, l'FC Cincinnati ha annunciato che si sarebbe ritirato dalla sua carriera da giocatore e avrebbe accettato una posizione nello staff tecnico. Oggi lavora come preparatore atletico della squadra.

## Statistiche

### Presenze e reti nei club
| Stagione             | Squadra              | Campionato           | Campionato | Campionato | Coppe nazionali | Coppe nazionali | Coppe nazionali | Coppe continentali | Coppe continentali | Coppe continentali | Altre coppe | Altre coppe | Altre coppe | Totale | Totale |
| Stagione             | Squadra              | Comp                 | Pres       | Reti       | Comp            | Pres            | Reti            | Comp               | Pres               | Reti               | Comp        | Pres        | Reti        | Pres   | Reti   |
| -------------------- | -------------------- | -------------------- | ---------- | ---------- | --------------- | --------------- | --------------- | ------------------ | ------------------ | ------------------ | ----------- | ----------- | ----------- | ------ | ------ |
| 2010                 | Chicago Fire Premier | PDL                  | 16         | 1          |                 | -               | -               |                    | -                  | -                  |             | -           | -           | 16     | 1      |
| 2012                 | Chicago Fire         | MLS                  | 28         | 3          | USOC            | 1               | 0               |                    | -                  | -                  |             | -           | -           | 29     | 3      |
| 2013                 | Chicago Fire         | MLS                  | 34         | 1          | USOC            | 4               | 0               |                    | -                  | -                  |             | -           | -           | 38     | 1      |
| Totale Chicago Fire  | Totale Chicago Fire  | Totale Chicago Fire  | 62         | 4          |                 | 5               | 0               |                    | -                  | -                  |             | -           | -           | 67     | 4      |
| 2014                 | Philadelphia Union   | MLS                  | 6          | 0          | USOC            | 0               | 0               |                    | -                  | -                  |             | -           | -           | 6      | 0      |
| 2015                 | FC Anyang            | KL2                  | 34         | 1          | CCS             | 0               | 0               |                    | -                  | -                  |             | -           | -           | 34     | 1      |
| 2016                 | FC Cincinnati        | USL                  | 20         | 3          | USOC            | 0               | 0               |                    | -                  | -                  |             | -           | -           | 20     | 3      |
| 2017                 | FC Cincinnati        | USL                  | 30         | 1          | USOC            | 5               | 1               |                    | -                  | -                  |             | -           | -           | 35     | 2      |
| Totale FC Cincinnati | Totale FC Cincinnati | Totale FC Cincinnati | 50         | 4          |                 | 5               | 1               |                    | -                  | -                  |             | -           | -           | 55     | 5      |
| Totale carriera      | Totale carriera      | Totale carriera      | 153        | 9          |                 | 10              | 1               |                    | -                  | -                  |             | -           | -           | 163    | 10     |